# Serixia literata
Serixia literata là một loài bọ cánh cứng trong họ Cerambycidae.